# Municipio de Walnut (condado de Bates)
El municipio de Walnut (en inglés: Walnut Township) es un municipio ubicado en el condado de Bates en el estado estadounidense de Misuri. En el año 2010 tenía una población de 394 habitantes y una densidad poblacional de 3,32 personas por km².

## Geografía
El municipio de Walnut se encuentra ubicado en las coordenadas 38°9′58″N 94°33′4″O / 38.16611, -94.55111. Según la Oficina del Censo de los Estados Unidos, el municipio tiene una superficie total de 118.59 km², de la cual 115,4 km² corresponden a tierra firme y (2,69 %) 3,19 km² es agua.

## Demografía
Según el censo de 2010, había 394 personas residiendo en el municipio de Walnut. La densidad de población era de 3,32 hab./km². De los 394 habitantes, el municipio de Walnut estaba compuesto por el 95,94 % blancos, el 0,51 % eran afroamericanos, el 2,03 % eran amerindios y el 1,52 % eran de una mezcla de razas. Del total de la población el 1,02 % eran hispanos o latinos de cualquier raza.